# Łuk prosty
Łuk prosty – podzbiór przestrzeni Hausdorffa X postaci f([a,b]), gdzie f: [a,b] → X jest różnowartościową funkcją ciągłą oraz a < b są liczbami rzeczywistymi.